# Малі Будища (Полтавський район)
Малі́ Бу́дища — село в Україні, в Опішнянській селищній громаді Полтавського району Полтавської області. Населення становить 548 осіб. Колишній центр Малобудищанської сільської ради.

## Походження назви
Про походження назви зафіксовано дві версії. За однією, вона походить від назви місця, де видобували селітру або поташ — «буди»; за іншою — від «будок», у яких мешкали переселенці з півдня.

## Географія
Село розташоване на відстані 1 км від правого берега річки Ворскла, вище за течією на відстані 2,5 км розташоване село Хижняківка, нижче за течією — смт Опішня. Межує із селом Попівка.

## Історія
Малі Будища відомі з XVIII століття. Спочатку називалось Будочки, потім Малі Будищечки. Входили до складу Опішнянської сотні.
З 1781 року входило до складу Миргородського (згодом Зіньківського повіту) Чернігівського намісництва. З 1796 року — Малоросійської, з 1802 року — Полтавської губернії.
За ревізіями 1859, 1863 років у Малих Будищах існувала церква, бібліотека, земська школа. Головним заняттям населення було сільське господарство, мешкали гончарі, теслярі, кравці. 1893 року на хуторі було 63 гончарських господарств, на зламі ХІХ–ХХ ст. — 32, на початку 1910-х років — 76, у сер. 1920-х років. — 73. Події 1930-х років (колективізація, розкуркулення, репресії) негативно позначилися на місцевому гончарстві. На той час у Малих Будищах діяли філія Опішнянської артілі «Червоний гончар» та гончарня колгоспу «ХІ-річчя КНС». Нетривале пожвавлення гончарства було характерним для II пол. 1940-х років. Однак, непосильні податки та примусові державні позички призвели до того, що тільки окремі гончарі-кустарі протрималися до кінця 1960-х років.
Радянську владу встановлено в січні 1918 року. З 1930 року діяв колгосп «ХІ-річчя КНС».
Жертвами голодомору 1932—1933 років стало 932 особи, від репресій 1937—1939 року постраждало 68 односельчан.
Село у часи німецько-радянської війни було окуповане нацистськими військами з 6 жовтня 1941 до 18 вересня 1943 року. До Німеччини на примусові роботи вивезено 158 чоловік, загинуло на фронтах 235 односельчан, під час визволення села полягло 440 радянських воїнів.
У роки війни місцевий активіст Ващенко Костянтин Якович проводив агітаційно-масову роботу серед населення проти німецької влади. Заарештований і відправлений у концтабір м. Кременчука. Доля невідома.
1991 року на базі Малобудищанської восьмирічної школи введена в експлуатацію Малобудищанська загальноосвітня школа І-ІІІ ступенів.

### Населення
1859 року у власницькому селі налічувалось 216 дворів, мешкало 1259 осіб, існувала церква.
1863 року — 236 дворів та 1351 житель. 1900 року у 320 дворах проживало 1509 осіб.
1926 року у селі Малі Будища Малобудищанської сільської ради Опішнянського району Полтавської округи — 402 господарства, 1894 мешканця. 1990 року — 630 жителів.
| 1859  | 1863  | 1900  | 1926  | 1990 | 2001 |
| ----- | ----- | ----- | ----- | ---- | ---- |
| 1 259 | 1 351 | 1 509 | 1 894 | 630  | 548  |
|       | ▲     | ▲     | ▲     | ▼    | ▼    |

## Економіка
Функціонують два приватних підприємства, що спеціалізуються на вирощуванні зернових та технічних культур.

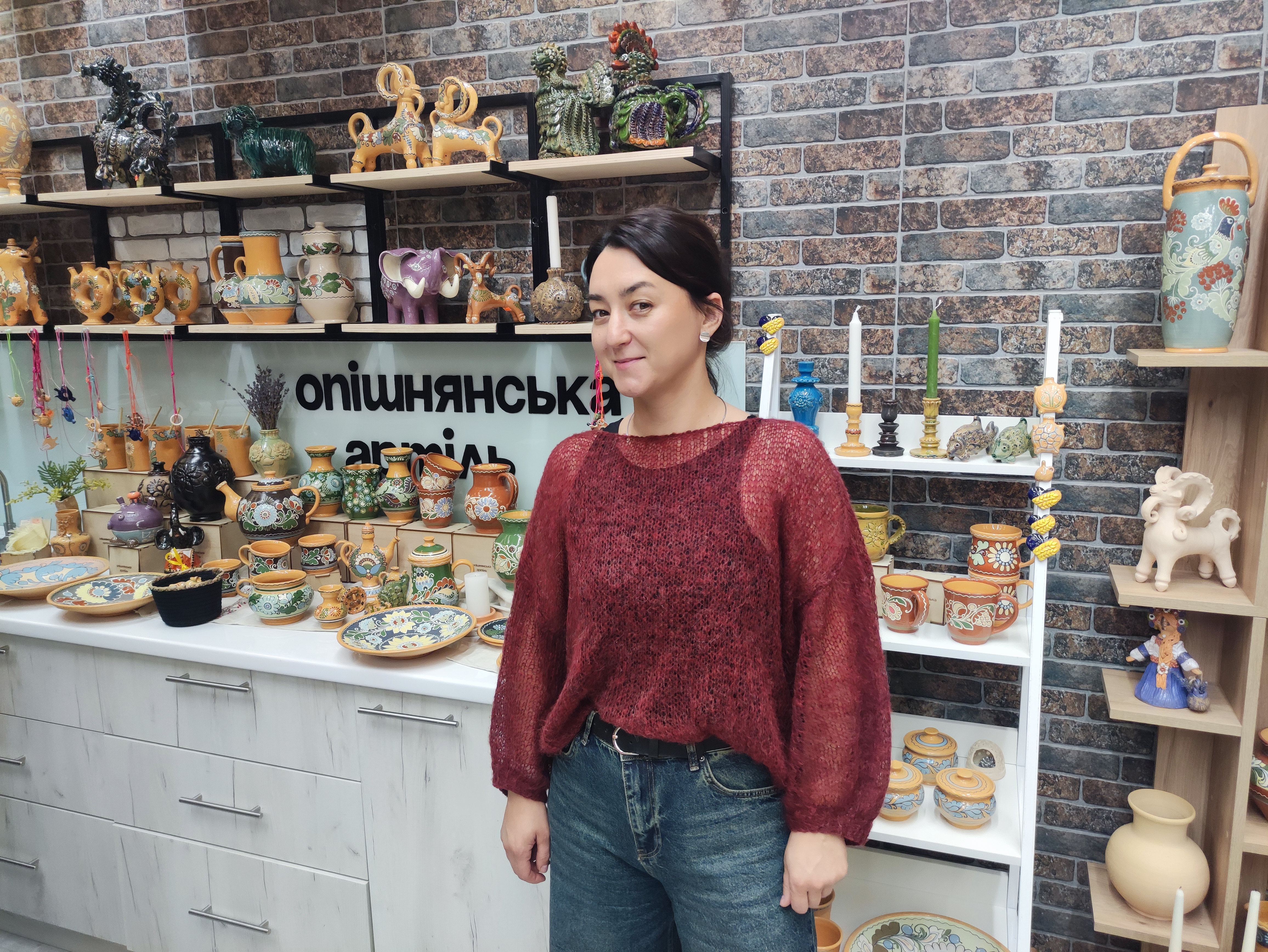
Ольга Плоха — директор «Опішнянської артілі», листопад 2024

«Опішнянська артіль» — комунальне підприємство Опішнянської селищної ради, працює з 6 жовтня 2023 року. Є виробничим і туристичним об'єктом. Це міні-завод в Малих Будищах. Відкрилася 2023 року. Натхненником й ініціатором відновлення артільного виробництва є Микола Миколайович Різник, голова Опішнянської громади. Директором підприємства є Плоха Ольга Василівна, випускниця академії Михайла Бойчука в Києві. Майстри гончарі та малювальниці: Гармаш Валентина, Лобойченко Валентина, Мороховець Олена, Грипич Артем, Гурин Наталія, Орленко Наталія, Громовий Дмитро, Чех Лариса.

## Інфраструктура
У селі діє дошкільний навчальний заклад «Світлячок». У 2011—2012 навчальному році в ньому навчалось 19 вихованців.
Загальну середню освіту здобувають в ЗОШ І-ІІІ ступенів. У 2010—2011 навчальному році школа має 11 класів-комплектів, у яких навчався 101 учень.
У Малих Будищах працює Будинок культури, бібліотека, фельдшерсько-акушерський пункт, відділення зв'язку.

## Архітектура

### Пам'ятники
- Меморіальний комплекс: надгробок на братській могилі радянських воїнів, полеглим 1943 року при визволенні села (збудований 1967 року);

### Культові споруди
Різдвяно-Богородицька церква — дерев'яний храм, збудований наприкінці XVII ст. Тричі перебудовувалась. На території церковного подвір'я розташовані три могили священників: Петра Фесенка-Навроцького, Івана Мельникова і невідомого.

## Відомі люди
- Боярчук Марія Степанівна (1922—1999) — майстриня керамічного розпису.
- Гарбуз Василь Степанович (1882—1972) — український різьбяр.
- Линник Зінаїда Петрівна (1911—1990) — українська майстриня керамічного розпису.
- Шумлянський Олександр Михайлович (1748—1795) — лікар-учений, медичний діяч, засновник гістологічної науки в Росії.
- Шумлянський Павло Михайлович (1750, за іншими даними 1754 — 1821) — лікар-хірург, фармаколог, діяч медичної освіти.

## Пам’ятка природи
На території приватного підприємства села зростає Малобудищанський дуб віком біля 380 років - ботанічна пам’ятка природи  місцевого значення.